# 鬼そば
鬼そば（おにそば）は京都府福知山市に伝わる郷土料理の生蕎麦（きそば）であり、その名称である。

## 発祥地と由来

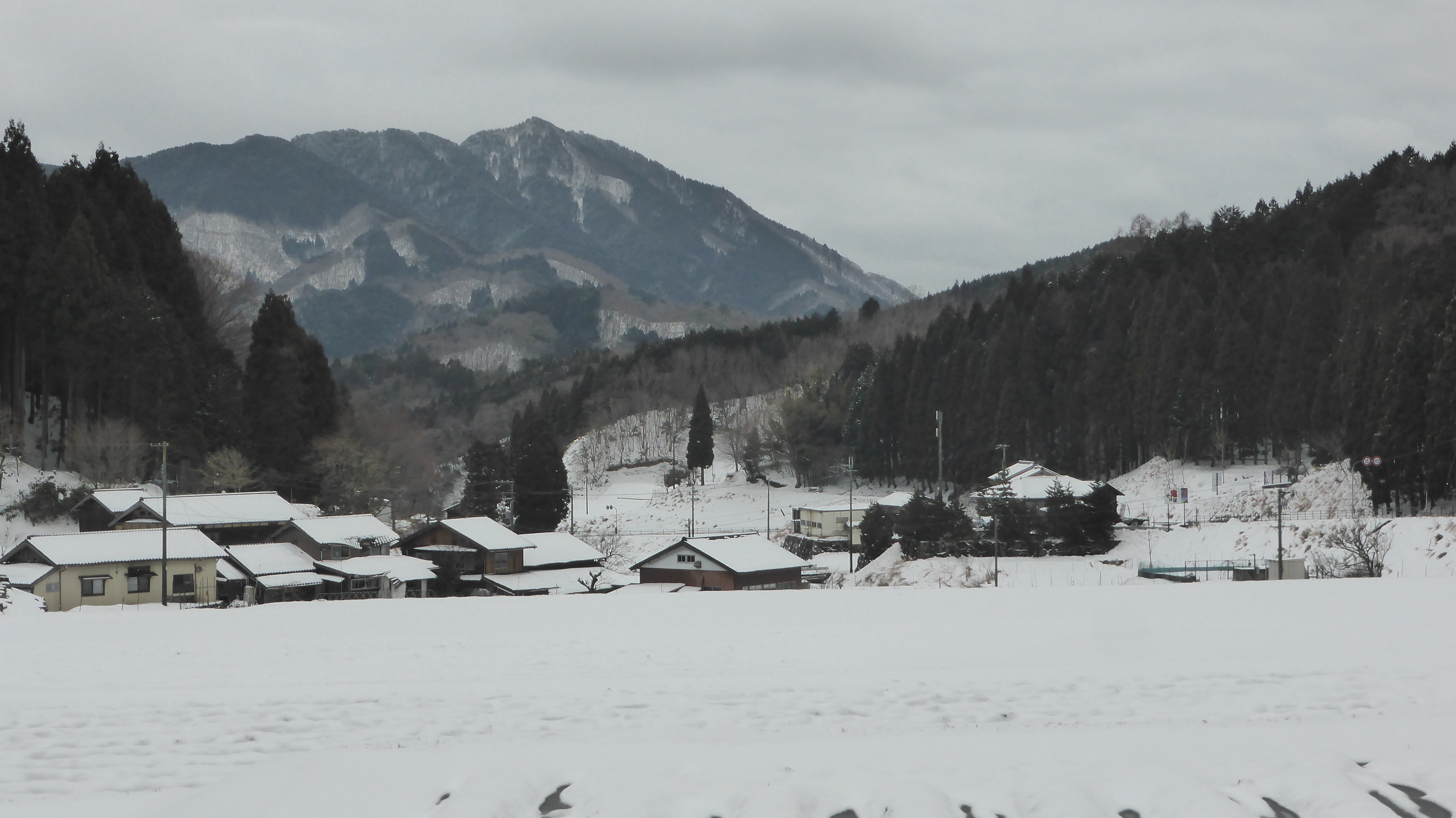
福知山市雲原の風景。冬場は雪に覆われる。

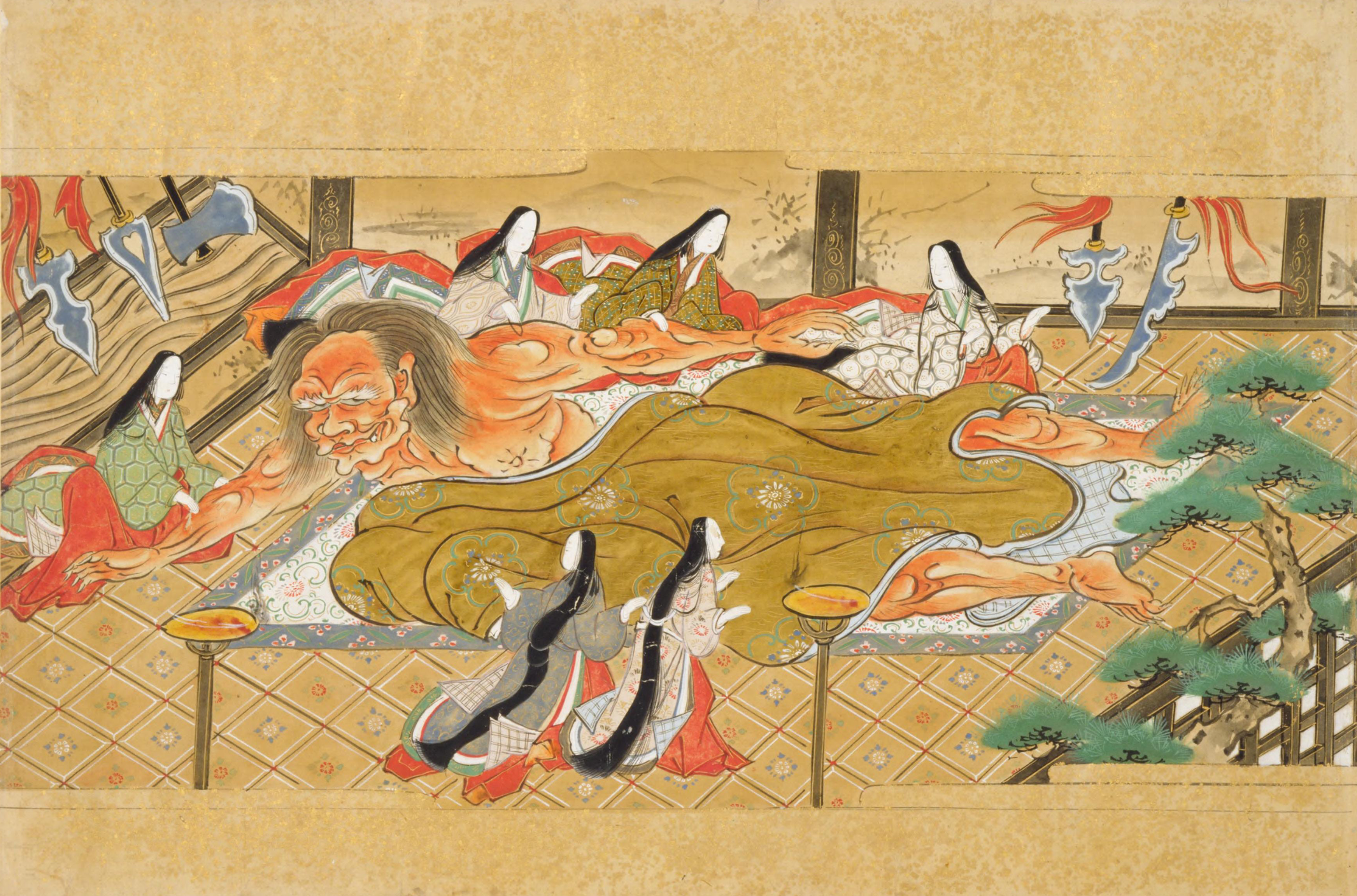
大江山酒呑童子伝説

発祥地であるといわれる与謝峠の南麗にある福知山市雲原（旧雲原村）は、かつて丹後宮津藩の領地で、古代以来、京都と丹後を結ぶ交通の要衝であった。宮津と福知山を結ぶ街道の宿場があったとされ、大江山の鬼伝説の地としても言い伝えられている。
また、焔硝作りが行われていたとの記録もあり、宮津藩から調合法の伝授も行われている。製造に大量の木炭を使うことから焔硝作りが行われていたとみられる。冬には雪が1メートル積ることもある。
そもそも雲原で振舞われていた生（き）蕎麦を旅人が鬼伝説の鬼の名から、鬼（き）そばと呼び始めたこと、硬いを意味する「こわい」と鬼伝説の酒呑童子のイメージにちなんだことがその由来で、のちに「鬼そば」と呼ばれるようになった。

## 特徴と逸話
自家製で色は黒く独特な歯ごたえや粘りが特徴である。雲原の近在の農家でも手打ちされている。
雲原の街道は江戸へ向かう、参勤交代の道筋にも当たる。地元では料理を献上するしきたりがあり、雲原の地でそば屋を創業した「大江山鬼そば屋」の初代の家業は紺屋であったが、宿場の料理人の指定を受けており、料理を出していた。その中にはそばもあり、参勤交代の領主にも差し出され、「おお、珍味、珍味」と口にするほど好評だったという。
雲原の出身には中央で活躍した西原亀三がいた。その西原を通じて、西原家に出入りする中央の政界や旧軍関係の中で、そばが評判となり、東京にも広がり、注文が殺到したという。
「鬼そば」を愛する者も少なくなく、緒方竹虎、末次信正、永井柳太郎、勝田主計といった有名人の手紙や表彰、本庄繁、水上勉、草柳大蔵、俵萌子、藤本統紀子の色紙や短冊も雲原のそば屋に残されている。
2022年（令和4年）に福知山市で行われた第35期竜王戦第4局のメニューに「大江山鬼そば屋」の鬼そばが掲載され、広瀬章人が二日目の昼食メニューに選んだ。

## 継承と伝承

### 大江山 鬼そば屋
もともと雲原地域の郷土料理として各家庭で手打ちし食されてきたが、料理屋としては「大江山鬼そば屋」の初代が安政年間、雲原の地でそば屋を創業したのが元祖とされる。
1873年（明治6年）に初代は亡くなり、2代目が店を営んでいた1896年（明治29年）、雲原村の役場ができ、現在の国道176号の前身である網野街道の開通もあり、人の勧めもあって、2代目はこの新道がある仏谷に店を構えた。その頃に「鬼そば」の名称がつけられたとされるが、既述のとおり、宿場の旅人が生（き）蕎麦のことを鬼（き）そばと呼び始めたことに由来しており、店によって名付けられたものではない。
1970年（昭和45年）当時、店を切り盛りしていた夫婦の手打ちそばは、近在で手打ちしている農家が同じ材料と打ち方をしても、真似できないもので、そばの本場の信州からも教えを求められるほどだった、盆や正月には、そば打ちの教授の注文も多かったという。作家の水上勉は雑誌に次のように感想を寄せている。
1985年（昭和60年）当時、4代目と5代目で親子によって経営。
2023年（令和5年）現在、7代目が店長を務める。7代目は大学時代の2015年（平成27年）春、合宿研修で雲原を訪ねたことが縁で住み込みで働き始める。そんな中、6代目店主が資金繰り悪化を理由に閉店を決める。長年、店を切り盛りしていた5代目店主の妻が「雲原だけでなく福知山市の名物である「鬼そば」を絶やしてはならない」と7代目と共同出資の上、2017年（平成29年）1月、経営権を引き継いている。7代目は2018年（平成30年）1月、事業主となり、共同店長として店の立て直しに取り組む。「鬼そば」特有の太麺も継承しつつ、細麺の開発などメニューのリニューアルにも取り組んでいる。かつてはつなぎに自然薯（山芋）を使用していたが、7代目現在は使用していない。

### 他店への広がり

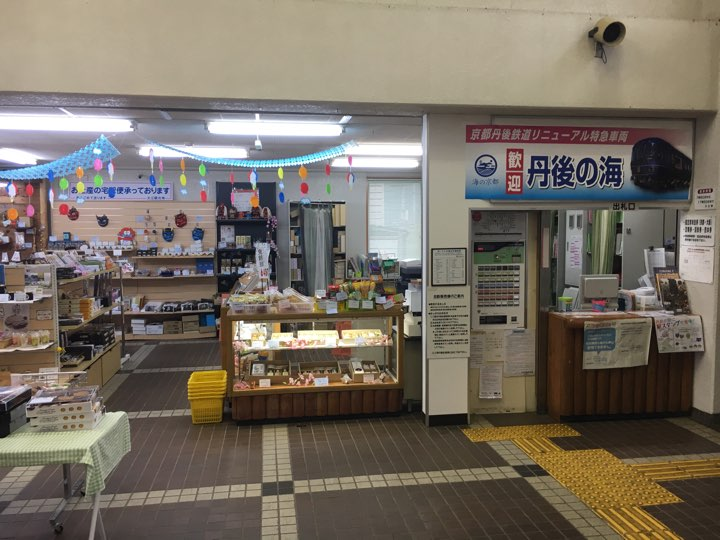
京都丹後鉄道 大江駅 改札・売店

「鬼そば」は、福知山市大江町（旧大江町）など福知山市内の他の飲食店等でも提供されており、赤い盃に山菜たっぷりの黒いそばが名物の食堂もみられる 。さらに、持ち帰り用として京都丹後鉄道宮福線大江駅の売店や同店のオンラインショップでも販売されている。
高架化前のかつての福知山駅構内には、初代の木造駅舎の頃から、駅そばとして「鬼そば」を提供する店が存在し、駅の名物だった。鰹と昆布のサッパリ感のある出汁と太い麺とのコラボレーションで人気を呼び、名物となった。当時、駅そばはどこの駅にもあったが、「鬼そば」が一番うまいと評価してくれる客も多いほどの圧倒的人気で、閉店の際には「（学生時代に通学で）学校の帰りには「鬼そば」を食べるのが日課だった」など惜しむ声もあった。